# Schlacht bei Krasnoi
Wilkomir – Grodno – Mir – Ekau – Riga – Mogiljow – Ostrowno – Kobrin – Kljastizy – Gorodeczno – Smolensk – Polozk I – Walutino – Borodino – Moschaisk – Tarutino – Malojaroslawez – Polozk II – Wjasma – Dorogobusch – Tschaschniki – Ljachowo – Smoljany – Kaidanow – Krasnoi – Borissow – Beresina
Die Schlacht bei Krasnoi (russisch eigentlich Красный, daher auch als Krasny, Krasnyj bzw. Krasnij, oft aber auch als Krasnoi, Krasno, Krasnoje oder Krasnoye transkribiert) fand während Napoleons Russlandfeldzug vom 15. bis 18. November 1812 statt. Der russischen Armee gelang es zwar nicht, den von Smolensk abziehenden Franzosen den Weg abzuschneiden, konnte ihnen aber schwere Verluste zufügen.
Es gab bedeutende Gefechte bei Kobisewo, Rschawka, Kutkowa, Merlino, Uwarowa und Losmino.

## Erste Schlacht bei Krasnoi
Bereits am 14. August 1812 hatte es bei Krasnoi eine erste Schlacht zwischen den Franzosen unter den Marschällen Michel Ney und Joachim Murat und den Russen unter den Generälen Nikolai Rajewski und Dmitri Newerowski gegeben. Die Franzosen hatten damals gesiegt, daraufhin Smolensk besetzen und zunächst weiter auf Moskau vorrücken können.

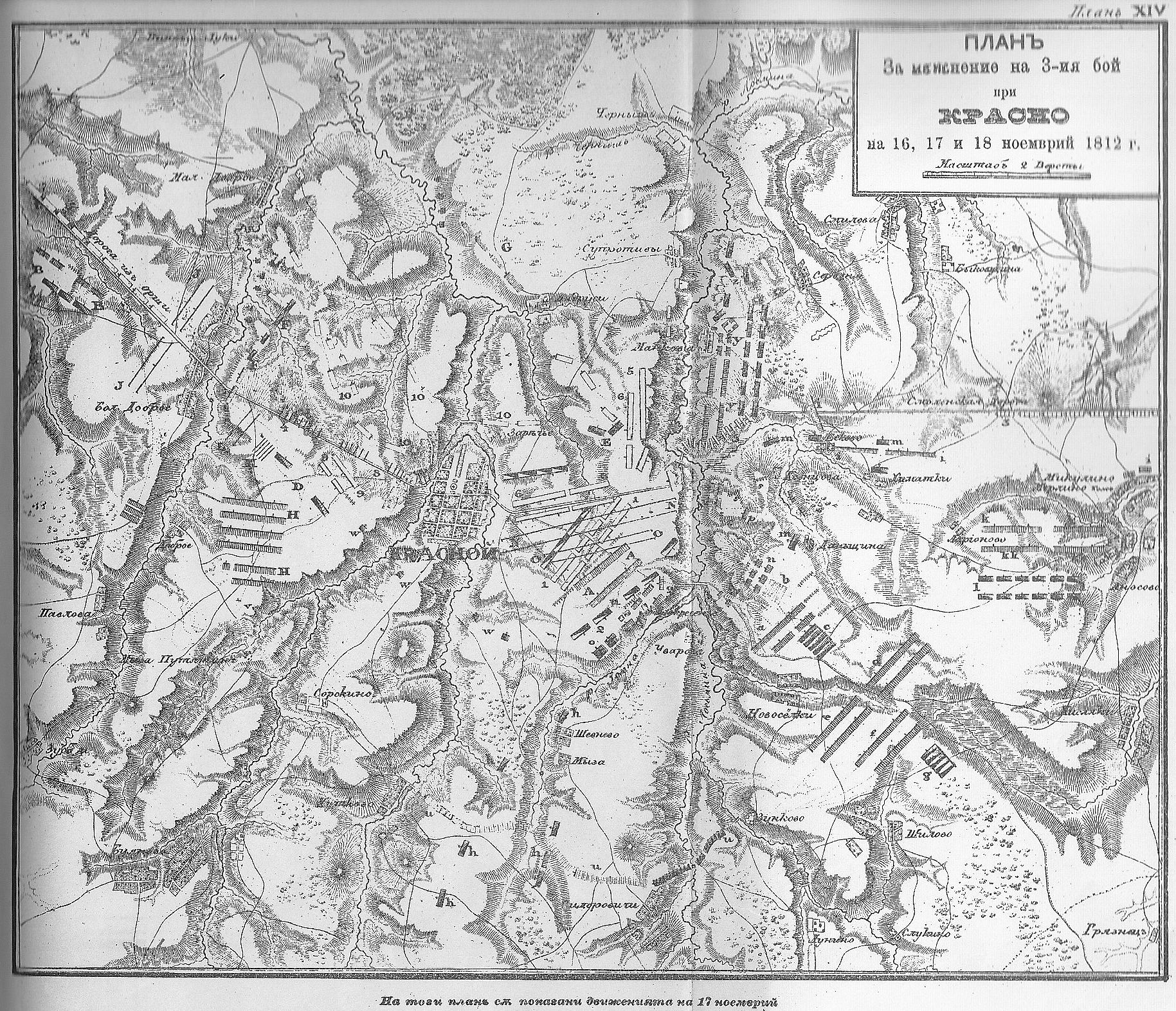
Karte zum Schlachtverlauf vom 16. bis 18. November

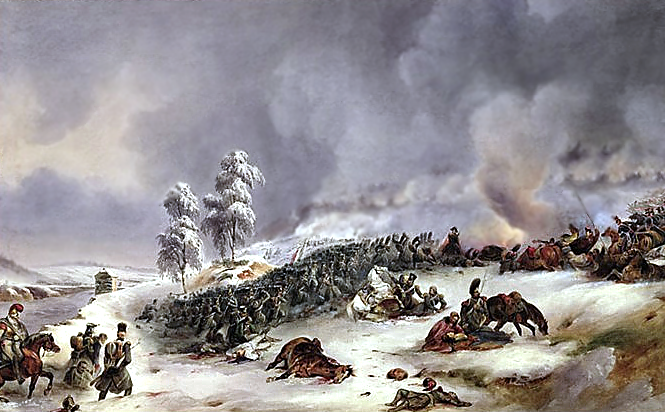
Schlacht am 18. November (Gemälde von Jean Antoine Simeon Fort)

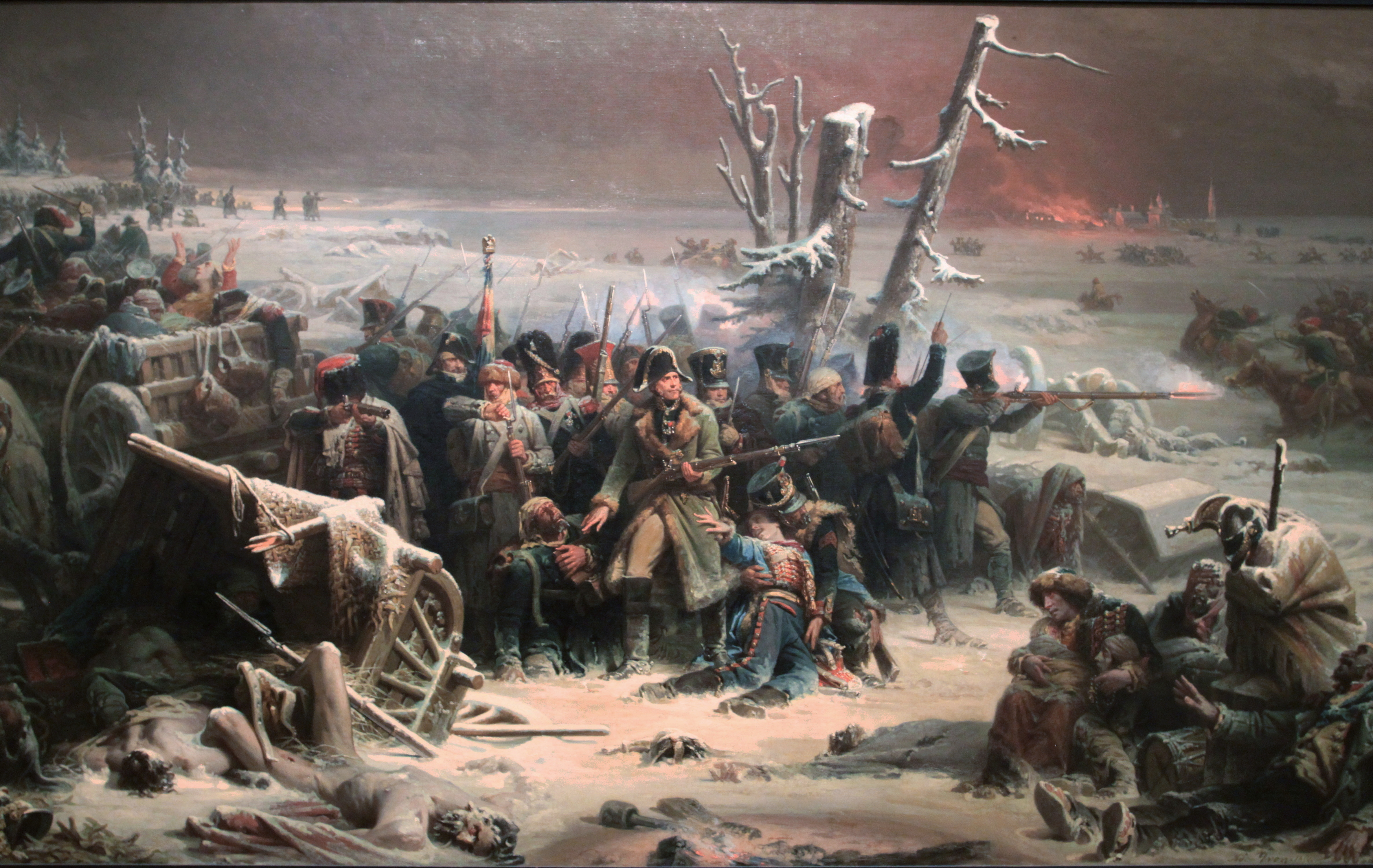
An den Fluss gedrängte Truppen Neys (Gemälde von Adolphe Yvon)

## Zweite Schlacht bei Krasnoi
Auf dem Rückzug von Moskau und nach der Schlacht bei Wjasma war Napoleon am 9. November 1812 wieder in Smolensk angekommen, wo er zunächst noch hoffte, überwintern zu können, um von dort aus den Kampf im Frühjahr fortzusetzen. In Smolensk erfuhr er allerdings, dass eine russische Armee unter Fürst Wittgenstein bereits Witebsk besetzt hatte, während eine andere russische Armee unter Pawel Tschitschagow vom Süden auf Minsk vorrückte.

### Vorgeschichte
Napoleon entschloss sich, Smolensk zu verlassen und sich hinter die Beresina zurückzuziehen, bevor sich die russischen Armeen vereinigen und ihm den Rückzug abschneiden konnten. Die Corps der Marschälle St. Cyr, Oudinot und Victor sollten derweil Wittgenstein aufhalten, polnische Verbände unter den Generalen Poniatowski, Dombrowski und Bronikowski sollten Minsk gegen Tschitschagow halten.
Unterschiedlichen Angaben zufolge zählten die bei Napoleon befindlichen Reste der Grande Armée beim Auszug aus Smolensk noch maximal 40.000 bis 50.000 bzw. 36.000 kampffähige bzw. waffentragende Soldaten, denen eine unbekannte Anzahl Versprengter, Kranker und Verwundeter folgte, die ihre Waffen bereits weggeworfen hatten. Am 13. November begann der französische Abzug aus Smolensk; 10.000 Kranke, Verwundete und Nachzügler wurden in der Stadt zurückgelassen. Ihnen folgten 70.000 Mann der russischen Hauptarmee unter Michail Kutusow.

### Verlauf
Da zwischen den einzeln abrückenden Corps (zuerst Napoleons Gardeinfanterie, dann das IV. Corps unter Beauharnais, danach das I. Corps unter Davout und zuletzt das III. Corps unter Ney als Nachhut) Abstände von je einem Tagesmarsch bestanden, hoffte die russische Militärführung unter Kutusow, die französischen Verbände einzeln schlagen zu können.

#### 15. November 1812
Am 15. November griff Miloradowitsch Napoleon und seine Garde auf der Straße zwischen Smolensk und Krasnoi an und nahm 2.000 Franzosen vom Ende der Kolonne gefangen. Napoleon hielt daraufhin in Krasnoi, und die Junge Garde unter Mortier ging südlich von Krasnoi zum Gegenangriff über, um den Rückzug der übrigen Korps zu decken. Etwa die Hälfte der 6.000 Mann der Jungen Garde sollte bis zum übernächsten Tag gefallen sein. Napoleon hatte erfahren, dass sich Ozarowski in das nur wenig entfernte Putkowa zurückgezogen hatte, daher ließ er die Division Roguet angreifen. Ozarowski konnte sich unter Mühe weiter zurückziehen, durch Gefangene erfuhren die Franzosen aber jetzt wie nah die russische Armee war und sein Rückzugsplan nicht mehr möglich.

#### 16. November 1812
Am 16. November griffen die Russen das Korps Beauharnais an, doch unter großen Verlusten konnten sich dessen französische und italienische Truppen nach Krasnoi durchschlagen.
Inzwischen allerdings hatten die Polen Minsk nicht halten können, Tschitschagow besetzte die Stadt und erbeutete große Mengen an Vorräten, auf die Napoleon gehofft hatte.

#### 17. November 1812
Während Kutusow glaubte, Napoleon wäre inzwischen abgerückt, und daher plante, den ihm folgenden Davout bei Dobroje (westlich von Krasnoi) abzuschneiden, gingen am 17. November alle noch in Krasnoi befindlichen Truppen Napoleons und Beauharnais’ zum Gegenangriff über. Napoleon bzw. Mortier stieß südöstlich auf Uwarowo vor, Davout östlich auf Lyskowo. Die erschöpften Franzosen wurden zwar zurückgeschlagen, doch unter starken Verlusten (7.000 von 10.000 Mann) konnte sich auch Davout zu Napoleons Kolonne durchschlagen.

#### 18. November 1812
Mit einem erneuten Angriff bei Dobroje gelang es Kutusows General Tormassow allerdings am 18. November, das nur noch 6000 bis 7000 Mann zählende Korps Ney abzuschneiden und von allen Seiten einzuschließen. Doch die russischen Truppen waren ebenfalls ermattet, und so gelang es Ney, mit 3000 Mann auszubrechen und sich bis zum Dnepr durchzuschlagen.
Obwohl Ney seine Kanonen zurückließ, brachen die meisten der ihm verbliebenen Soldaten beim Überqueren des nur oberflächlich vereisten Flusses ein. Mindestens 2000 Franzosen ertranken, Ney konnte sich nur noch mit einigen Hundert auf das andere Ufer retten. Mit 900 bzw. 500 Mann erreichte er Orscha, wohin sich schließlich auch Napoleon am 20. November zurückzog.
Trotz der gefährlichen und verzweifelten strategischen Lage soll Napoleon die Rettung Neys als gute Nachricht bzw. große Erleichterung empfunden und als Sieg gepriesen haben. Ney wurde als „Tapferster der Tapferen“ bezeichnet.

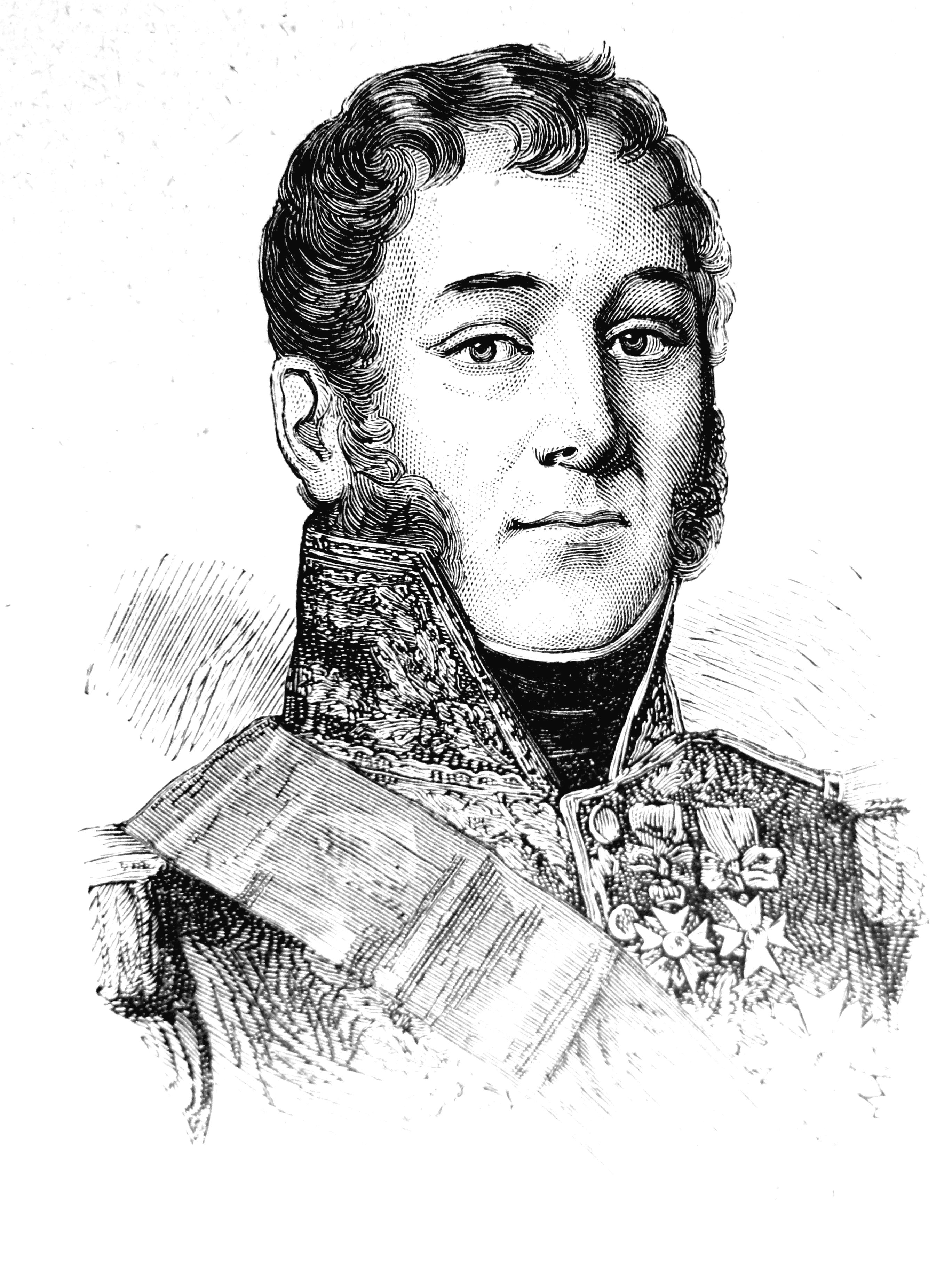
Als Befehlshaber der Jungen Garde rettete Marschall Mortier den Rückzug.
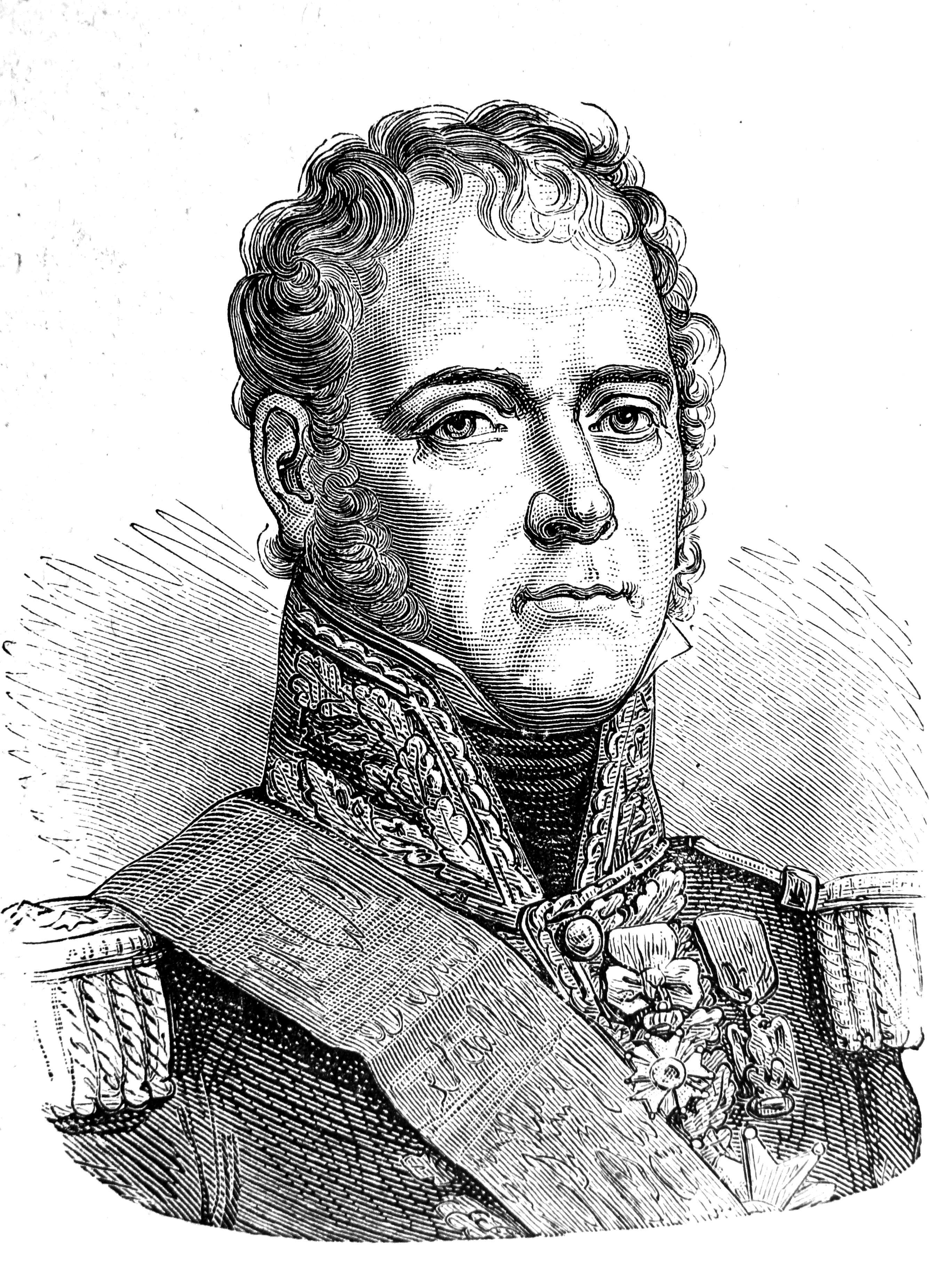
Marschall Ney, Sieger der ersten Schlacht bei Krasnoi und Hauptheld der zweiten
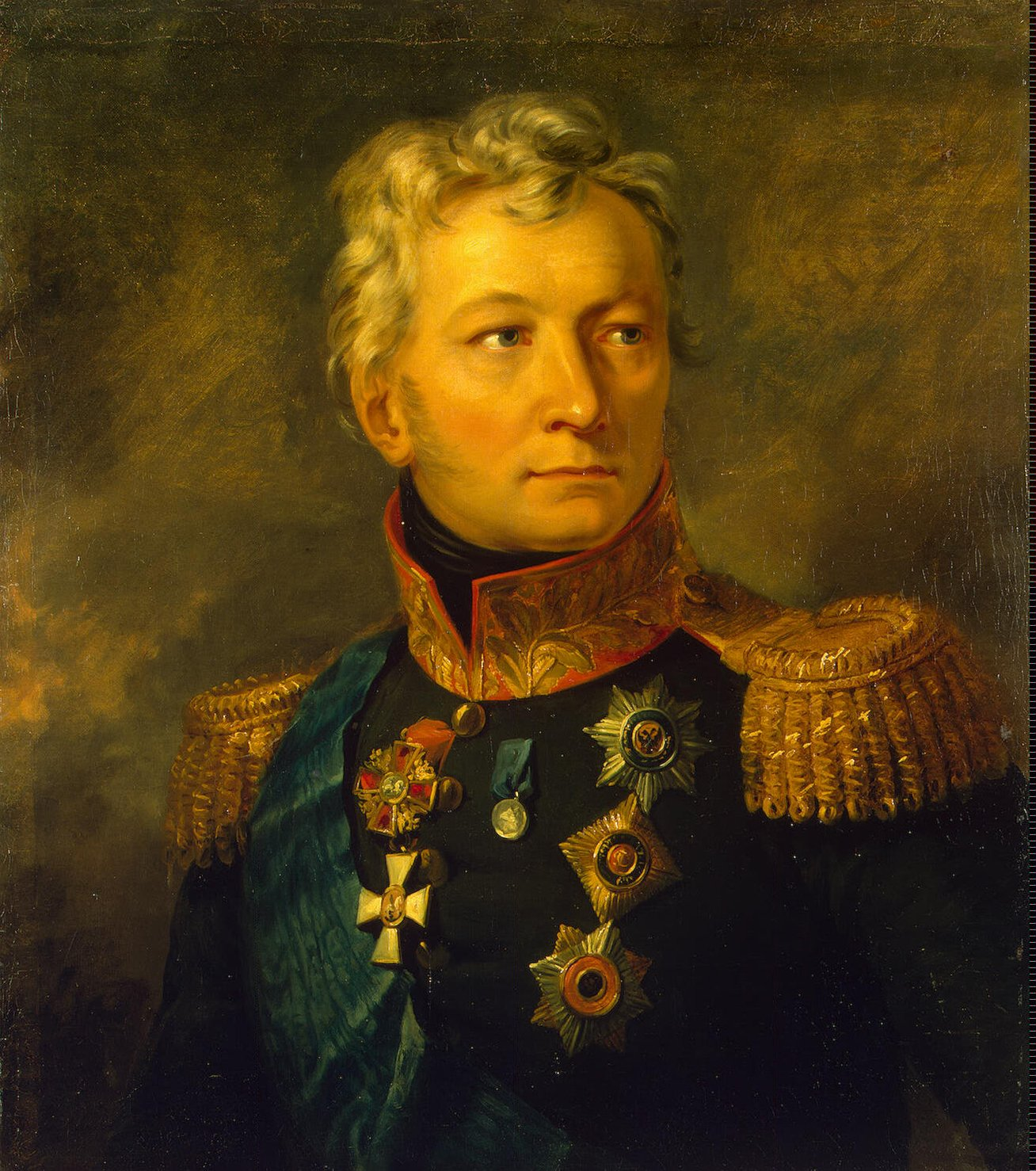
General Tormassow vernichtete Neys Korps, konnte ihn aber nicht zur Aufgabe bringen.
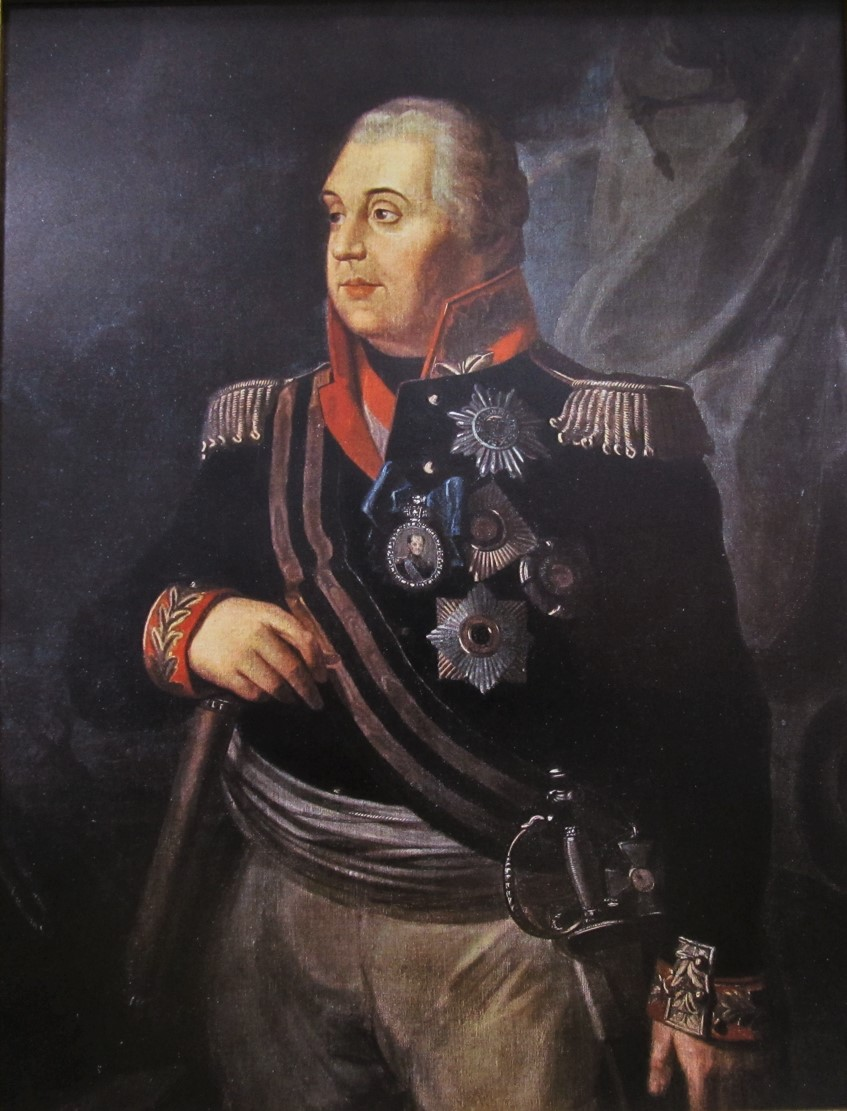
Marschall Kutusow erhielt für die Verdienste bei Krasnoi den Titel „Fürst von Smolensk“.

### Verluste und Folgen
Dem sowjetischen Historiker und Napoleon-Biographen Tarlé zufolge verloren die Franzosen allein am 16. und 17. November 1812 etwa 14.000 Mann, davon 5.000 an Toten und Verwundeten, während die übrigen gefangenen genommen wurden. Ney verlor bis zum 18. November zunächst 4.000 Mann seines Korps und dann 2.000 weitere. Gefallen waren auch die Generäle Lanchantin und Leguay (Le Guay).
Die DDR-Militärhistoriker Helmert und Usczeck rechneten für alle vier Tage vom 15. bis zum 18. November mit 6.000 Toten und Verwundeten sowie 26.000 Gefangenen auf französischer Seite. Zudem hatten die Franzosen 116 Geschütze verloren, Napoleon besaß kaum noch Artillerie. Kampffähig war danach nur noch die Garde, doch durch die Vereinigung mit den Resten der inzwischen von Wittgenstein geschlagenen Corps St. Cyr und Victor verfügte Napoleon wieder über 40.000 Mann. Mehr als 30.000 Nachzügler schleppten sich hinter ihnen her, der britische Historiker und Napoleon-Experte Chandler vermutete sogar bis zu 80.000 Nachzügler.

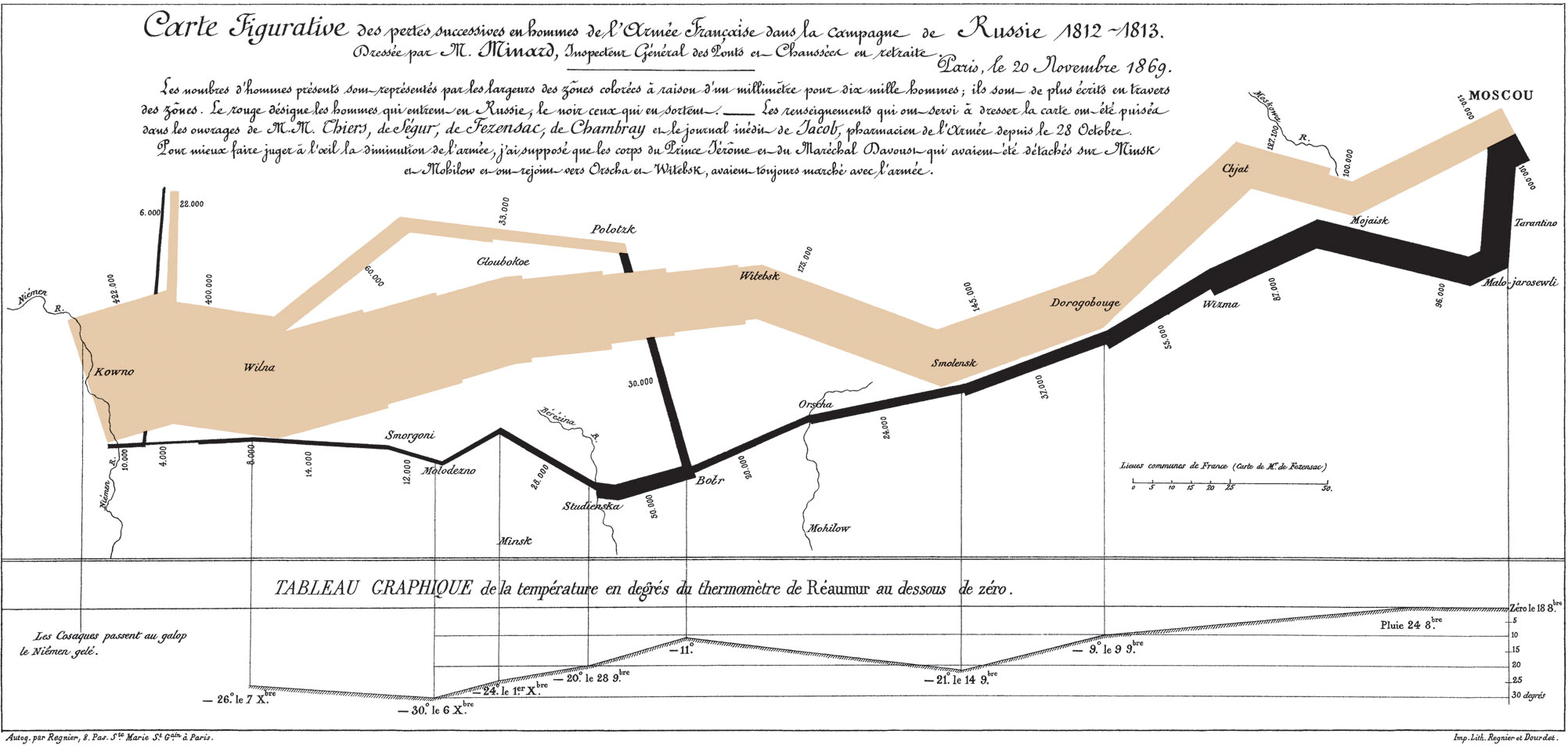
Minards Infografik gibt die Zahl der französischen Verluste und die Temperaturen des Russlandfeldzugs an

Der Franzose Charles Minard hatte 1861 in einer vielbeachteten Infografik die Zahl der Smolensk erreichenden (kampffähigen) Truppen Napoleons nur mit 37.000 Mann und die Smolensk verlassenden Truppen sogar nur mit 24.000 Mann angegeben. Orscha erreichten seinen Angaben zufolge 20.000 Mann, demnach hätten Napoleon, Beauharnais, Davout und Ney bei Krasnoi insgesamt nur 4.000 Mann verloren. Bei Botr dann stießen 30.000 Mann St. Cyrs und Victors hinzu, so dass die Armee zunächst wieder auf 50.000 Mann verstärkt worden sein soll.
Im Rücken Napoleons allerdings schlug Tschitschagow am 21. November 1812 Dombrowski, besetzte am 22. November Borissow und vereinigte sich dort mit Wittgenstein. Damit war Napoleon tatsächlich der Rückweg abgeschnitten. Rasch marschierte Oudinot, der anstelle des verwundeten St. Cyr dessen Korps übernommen hatte, auf Borissow und schlug Tschitschagow am 23. November zurück. Der Rückweg war zwar kurzzeitig wieder frei, doch Tschitschagow hatte in Borissow die Brücken über die Beresina zerstören lassen, weshalb Napoleons Armee den Fluss an einer anderen Stelle weiter nördlich überqueren musste. Die sich dort am 26. November entwickelnde Schlacht an der Beresina endete für die Franzosen mit dem Verlust von weiteren 30.000 Mann und dem endgültigen Untergang der Armee.
Die Große Sowjetische Enzyklopädie gibt für die russische Seite lediglich 2.000 Tote und Verwundete an. Chandler zufolge verfügte Kutusows Armee nach der Schlacht von Krasnoi noch über 65.000 Mann, doch in der Folge nahmen die russischen Verluste enorm zu: Nach den Schlachten bei Krasnoi, Borissow und an der Beresina Mitte Dezember 1812 kamen nur noch 27.500 bzw. 40.000 Kampffähige in Wilna an. Allerdings wurde Kutusows Heer durch die Tschitschagow verbliebenen 25.000 Mann und die Wittgenstein verbliebenen 35.000 Mann ergänzt.

### Literatur

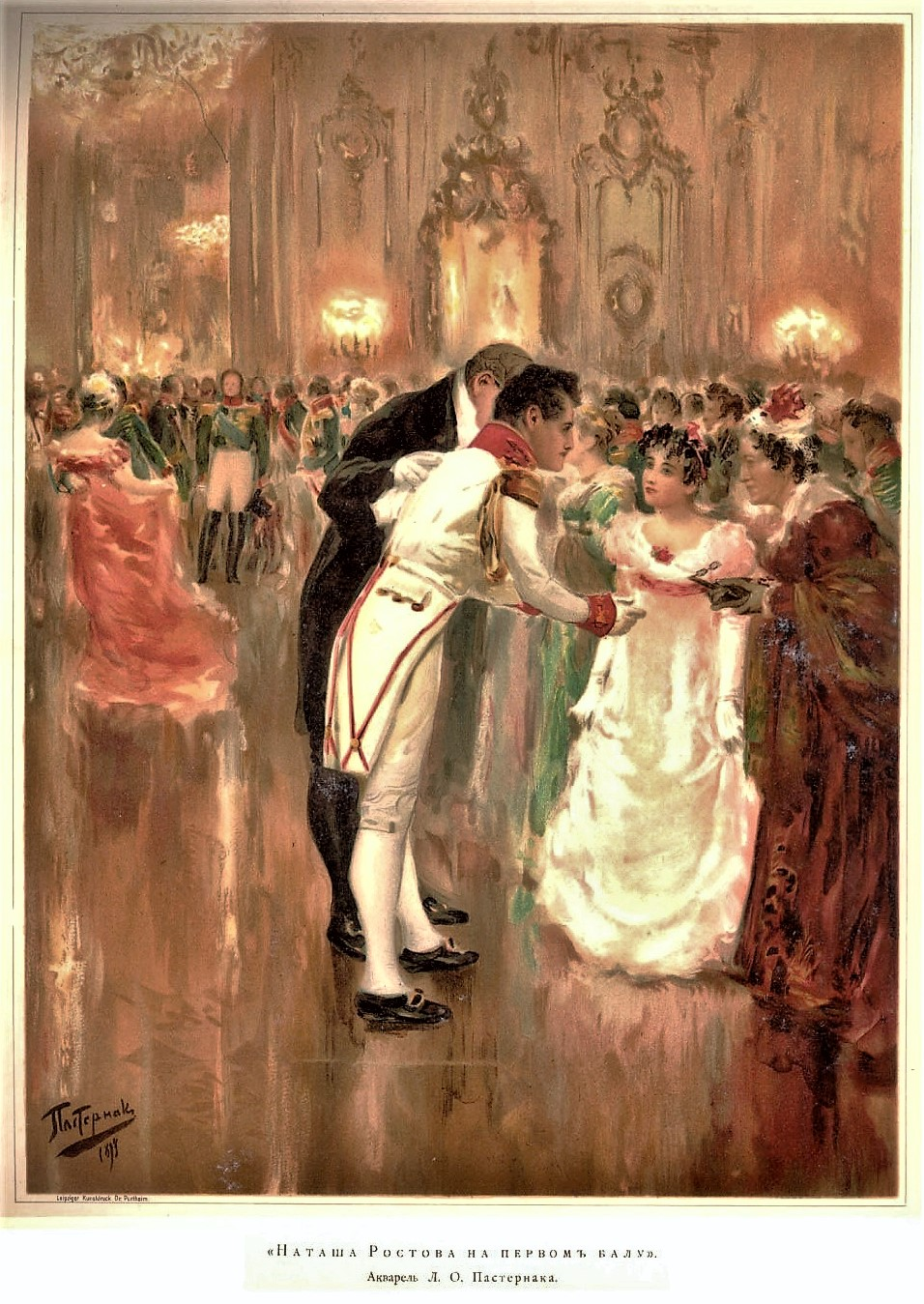
Leonid Pasternak: Illustration zu Krieg und Frieden (1893)

## Rezeption

### Malerei
Das Genre der Schlachtenmalerei kam bei den häufigen kriegerischen Handlungen dieses Feldzuges gut zur Geltung. Jan Hoynck van Papendrecht (1858–1933) fing den letzten Kampf des Niederländischen 3. Regiments der Garde impériale ein – von über 1000 Mann blieben nach der zweiten Schlacht von Krasnoi nur noch ein paar Dutzend übrig.
Peter von Hess (1792–1861) gab beide Schlachten wieder, mit Sommerstimmung im August und kühler Winteratmosphäre im November.
Mykola Samokysch (1860–1944) stellte in Gravurtechnik ein Scharmützel auf kurzer Distanz dar, während Jean-Antoine-Siméon Fort (1793–1861) auf die Truppen des französischen Generals Ricard fokussierte. Jean-Charles Langlois (1789–1870), Maler und Soldat in Waterloo, zeichnete in seinem Gemälde ein düsteres Bild vom Kampf mit dem Gegner und den Elementen.
Auch das Ende der Schlacht findet Beachtung: Adolphe Yvon (1817–1893) zeigt Marschall Ney beim Rückzugsgefecht am Dnjepr,
das dem abgerückten Napoleon den Rücken freihielt, und, zur Erbauung seiner Gegner, kann die eilige Flucht Napoleons bei Thomas Sutherland (1785–1838) betrachtet werden,
ebenso bei John Masey Wright (1777–1866), der noch „schmachvoll“ hinzufügt.
Der Sieger gegen Napoleon, Feldmarschall Kutusow, wurde hingegen von R.M. Volkov (1776–1831) später (1813) in einer gelassenen Pose porträtiert.

Gemälde
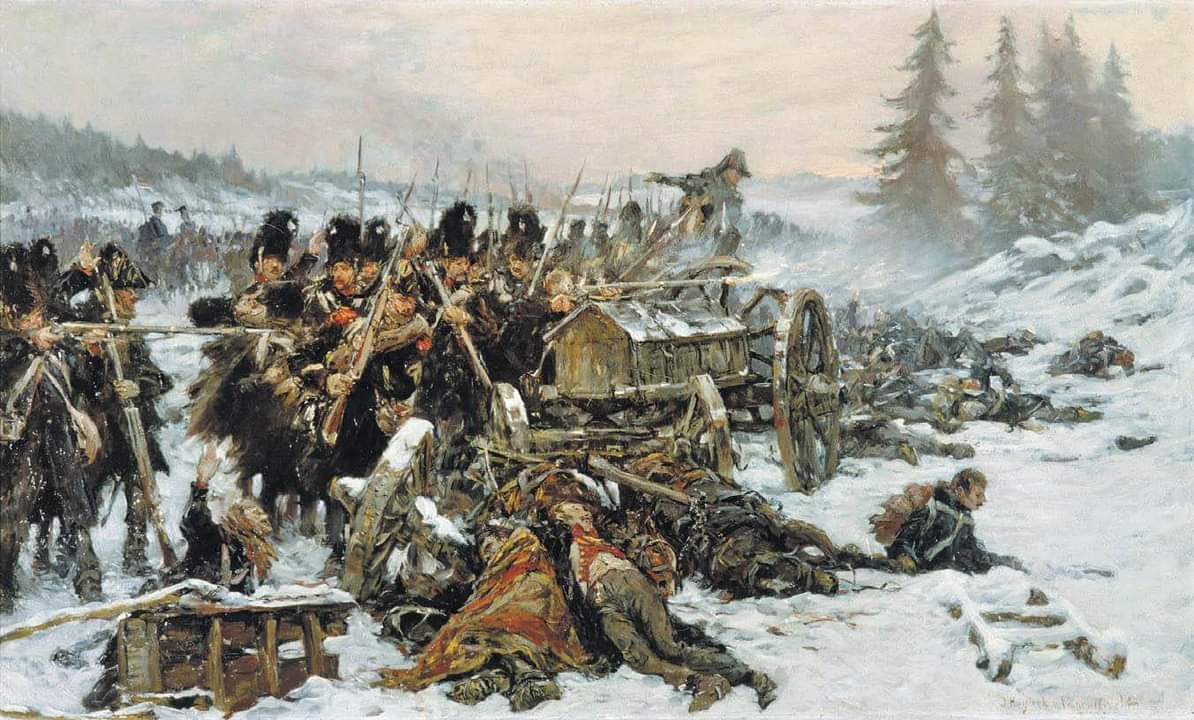
Jan Hoynck van Papendrecht: The Last Fight of the Dutch 3rd Regiment Grenadiers of the Guard
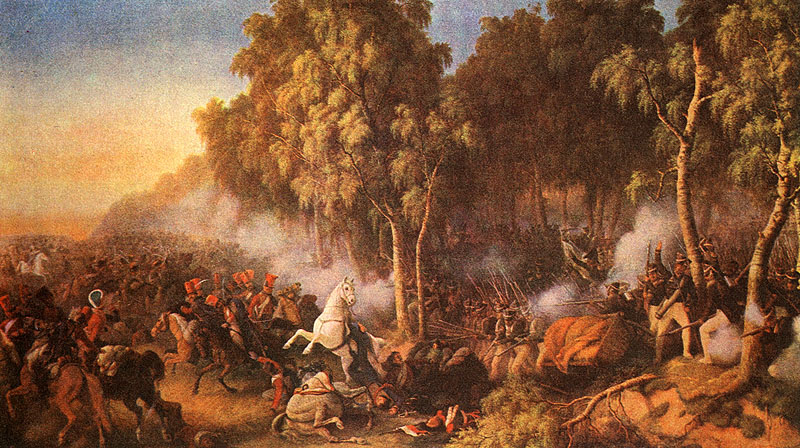
Peter von Hess: The Battle of Krasniy on the 2nd (14th) of August
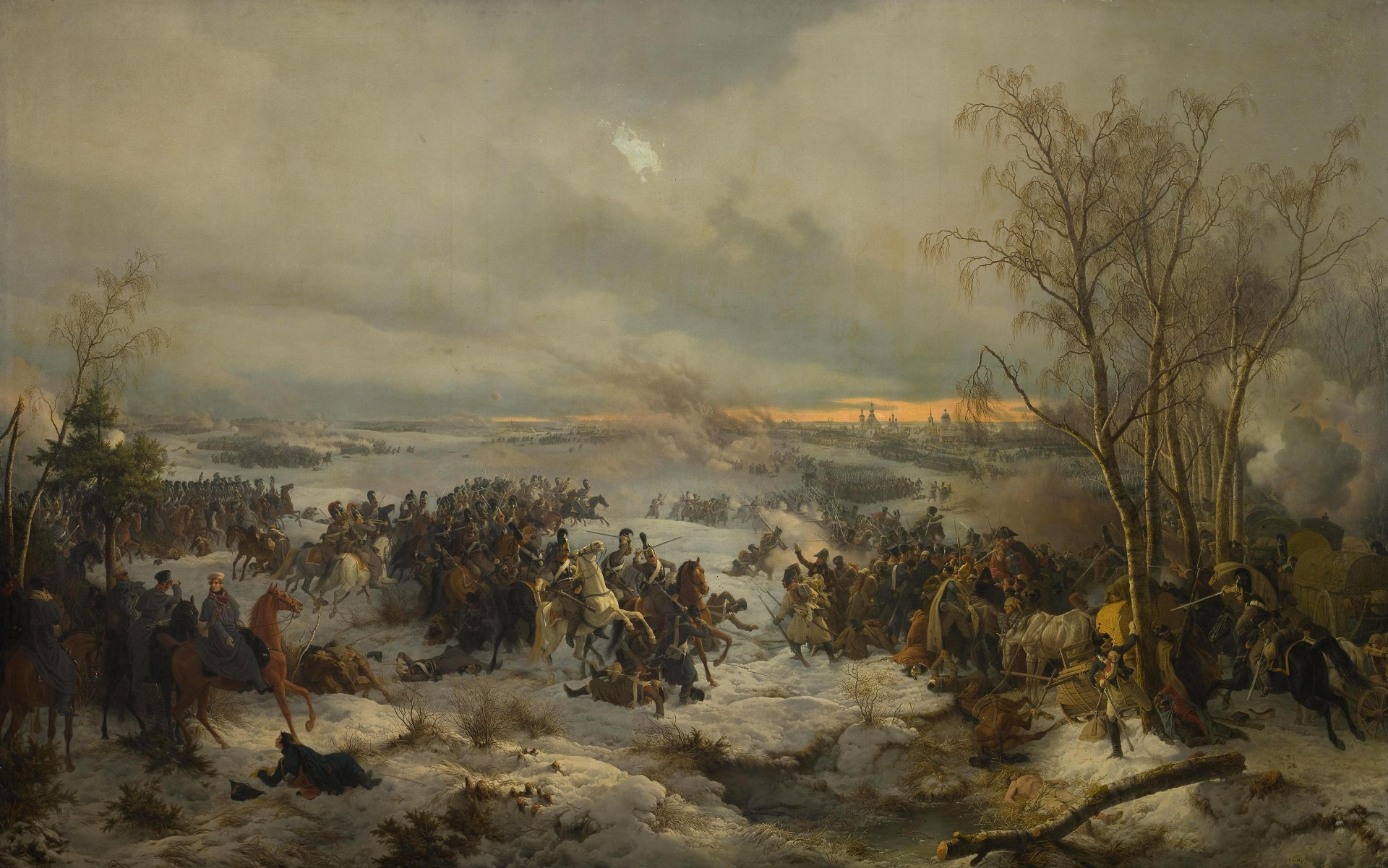
Peter von Hess: The Battle of Krasny on 5 (17) November 1812 (1849)
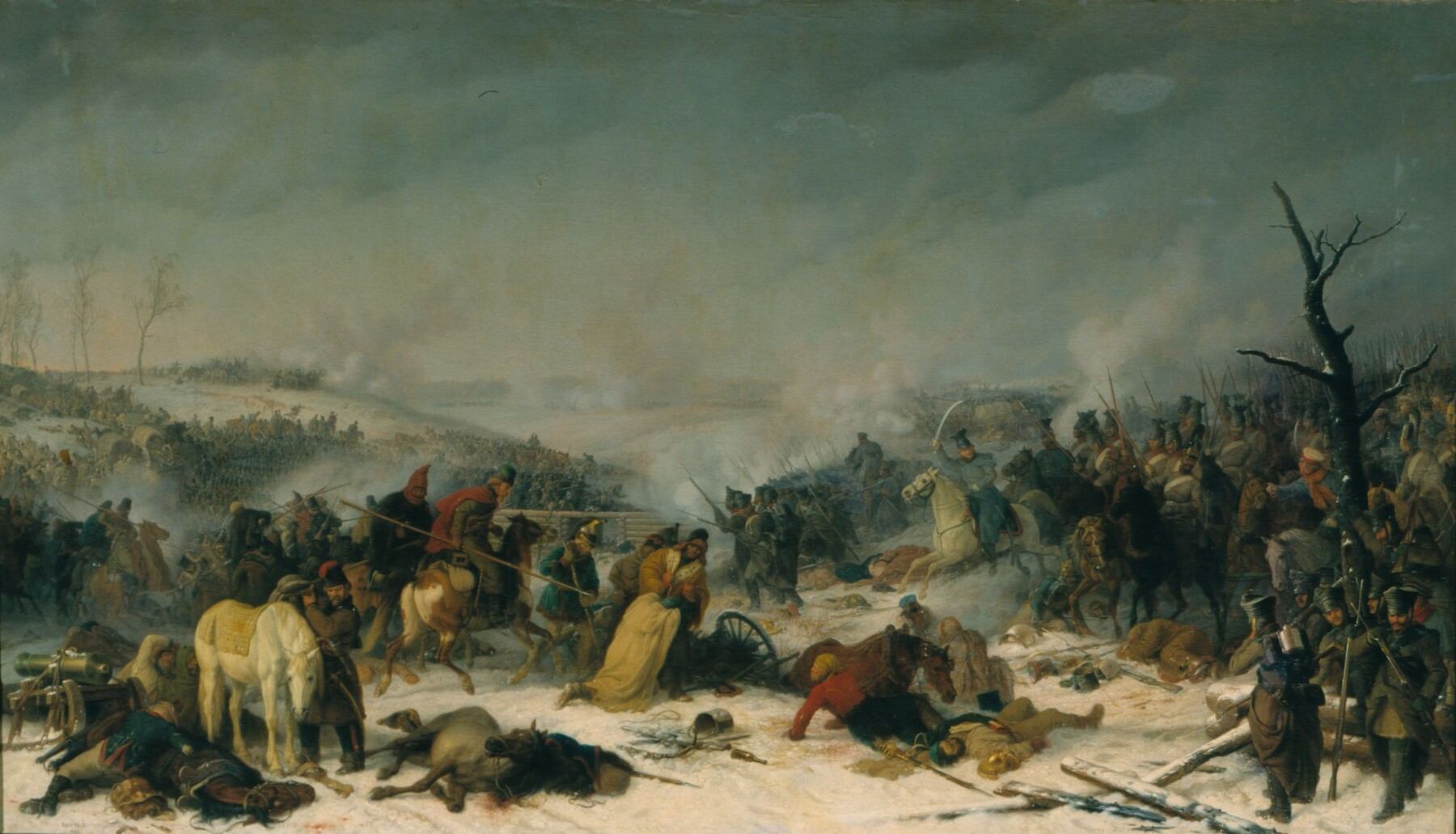
Peter von Hess: The Battle of Losmin on the 6th (18th) of November. [Battle of Krasnoi]
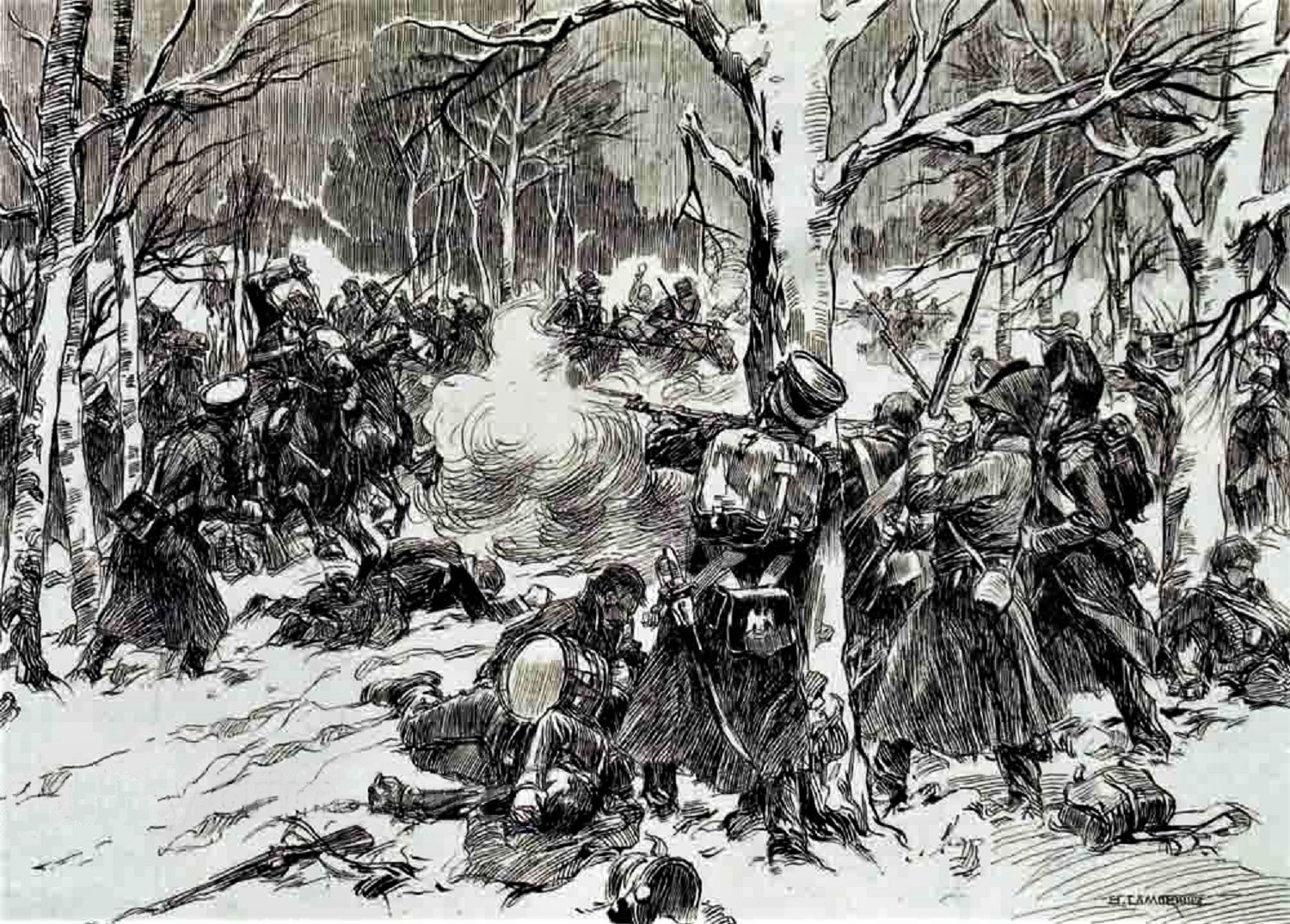
Mykola Samokysch: Schlacht bei Krasnoje am 3. November 1812 (1912)
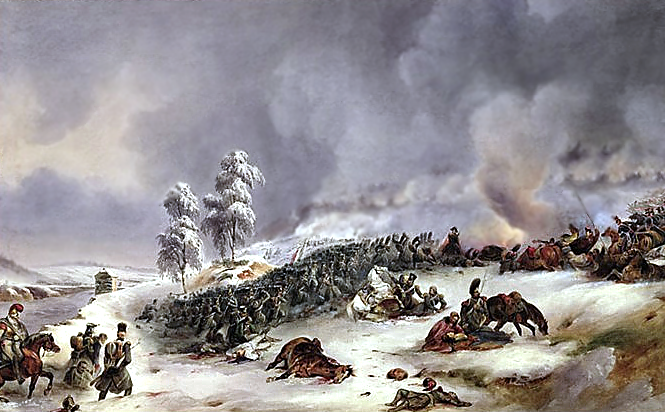
Jean Antoine Siméon Fort: Ricard-Division in der Schlacht von Krasnoe am 18. November 1812, 9 Uhr morgens
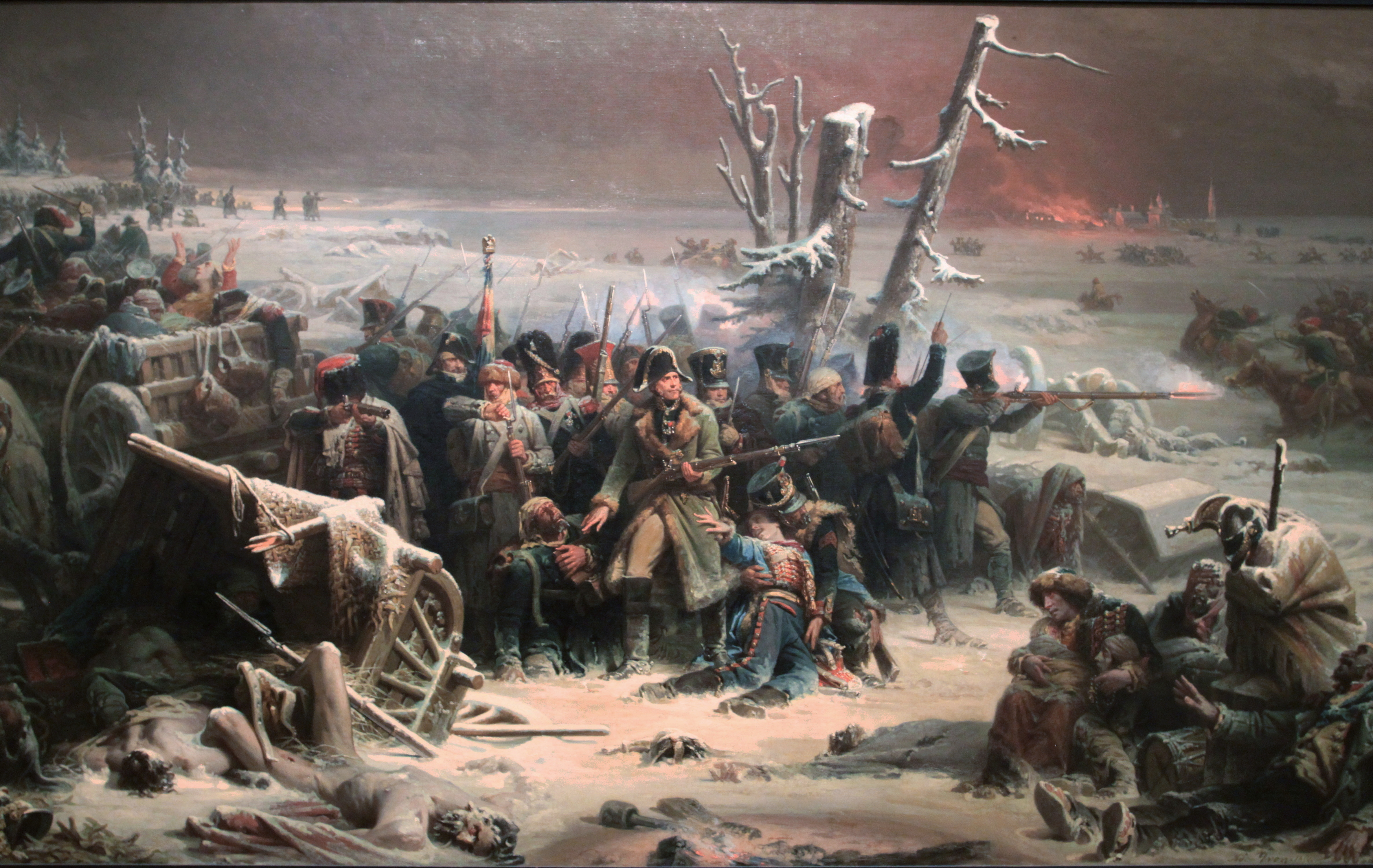
Adolphe Yvon: An den Fluss gedrängte Truppen Neys
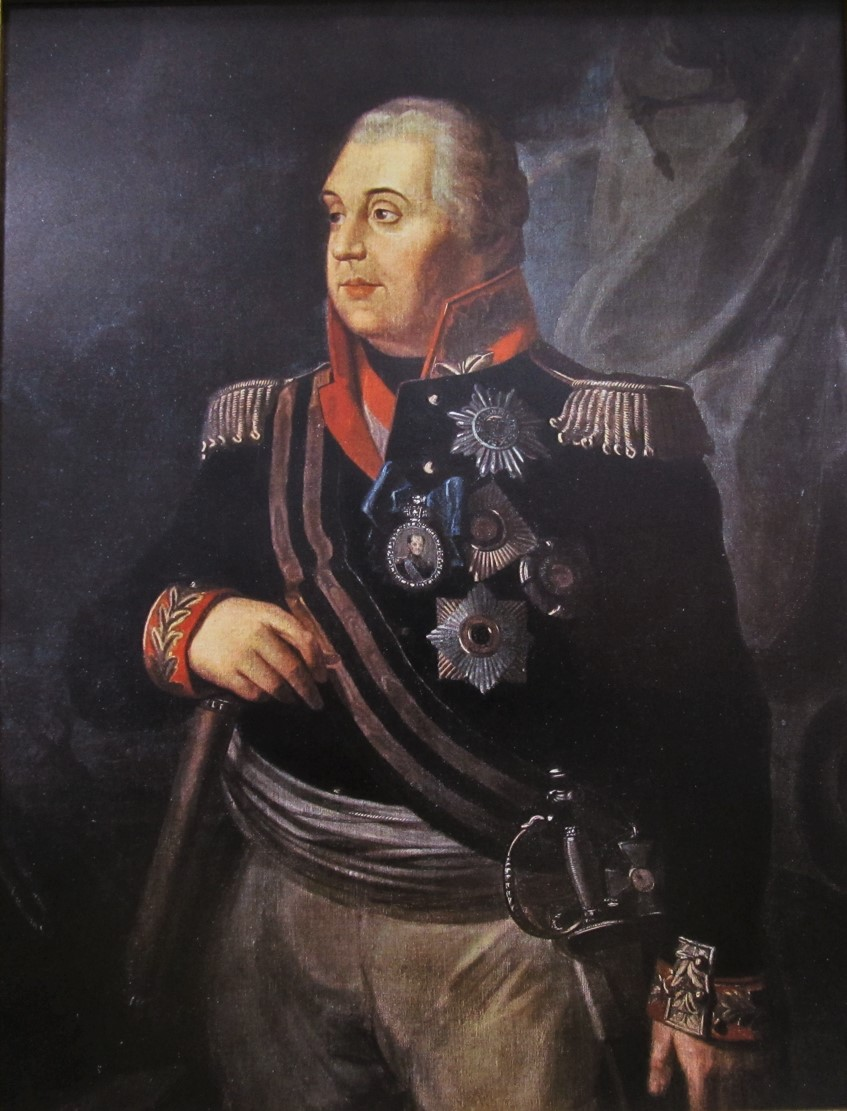
General Michail Illarionovich Kutusow (1745–1813) (1813)

### Militärische Grafik
Alison’s Europäischer Geschichtsatlas von 1850 gibt für Interessierte die Schlachtaufstellungen wieder,
wie auch ein bulgarisches Buch (um 1900) über Napoleons Leben.
Sytins Militärenzyklopädie trägt zwei Zeichnungen bei.

Grafiken zur Schlacht
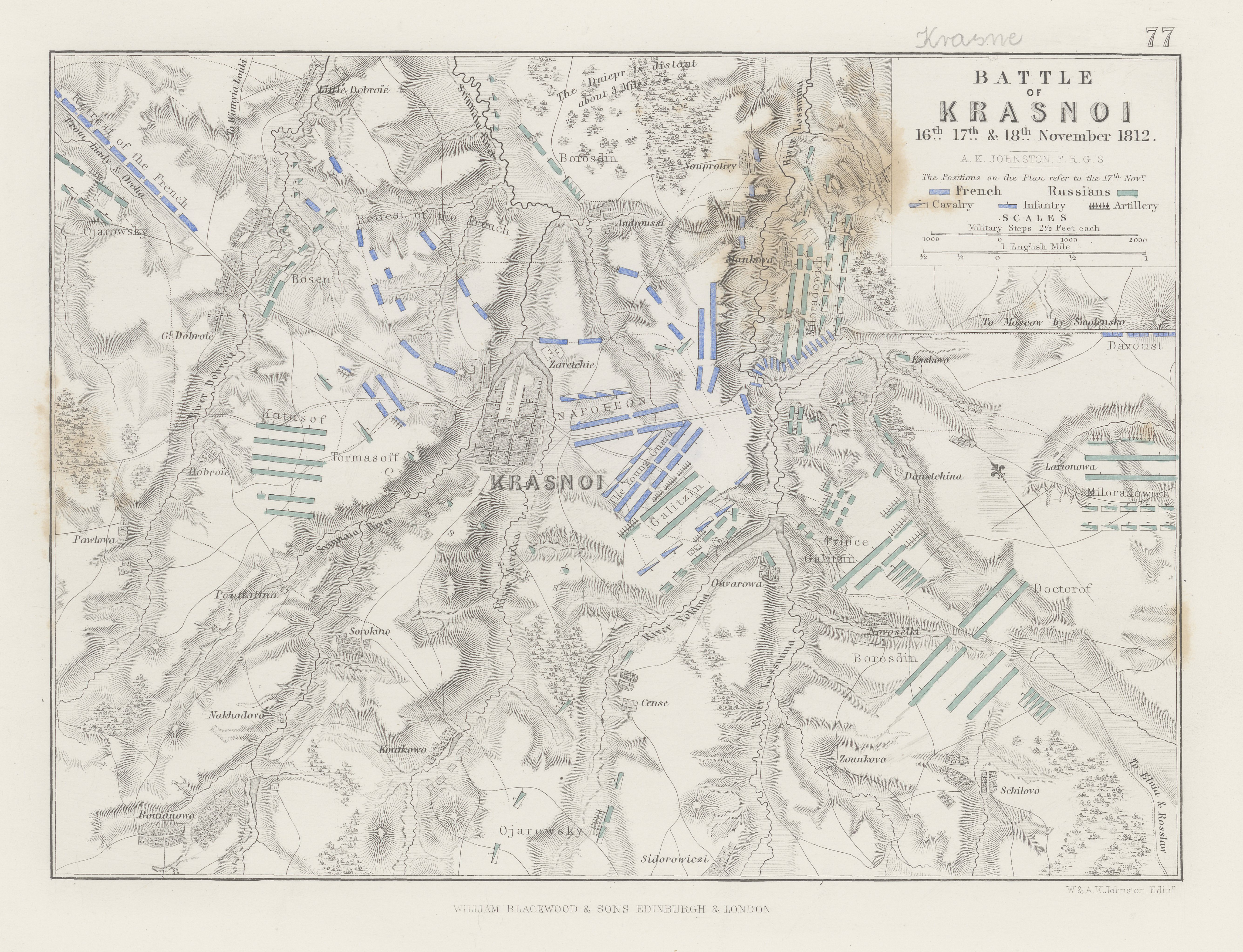
Keith Johnston: Battle of Krasnoi 16., 17. & 18. November 1812
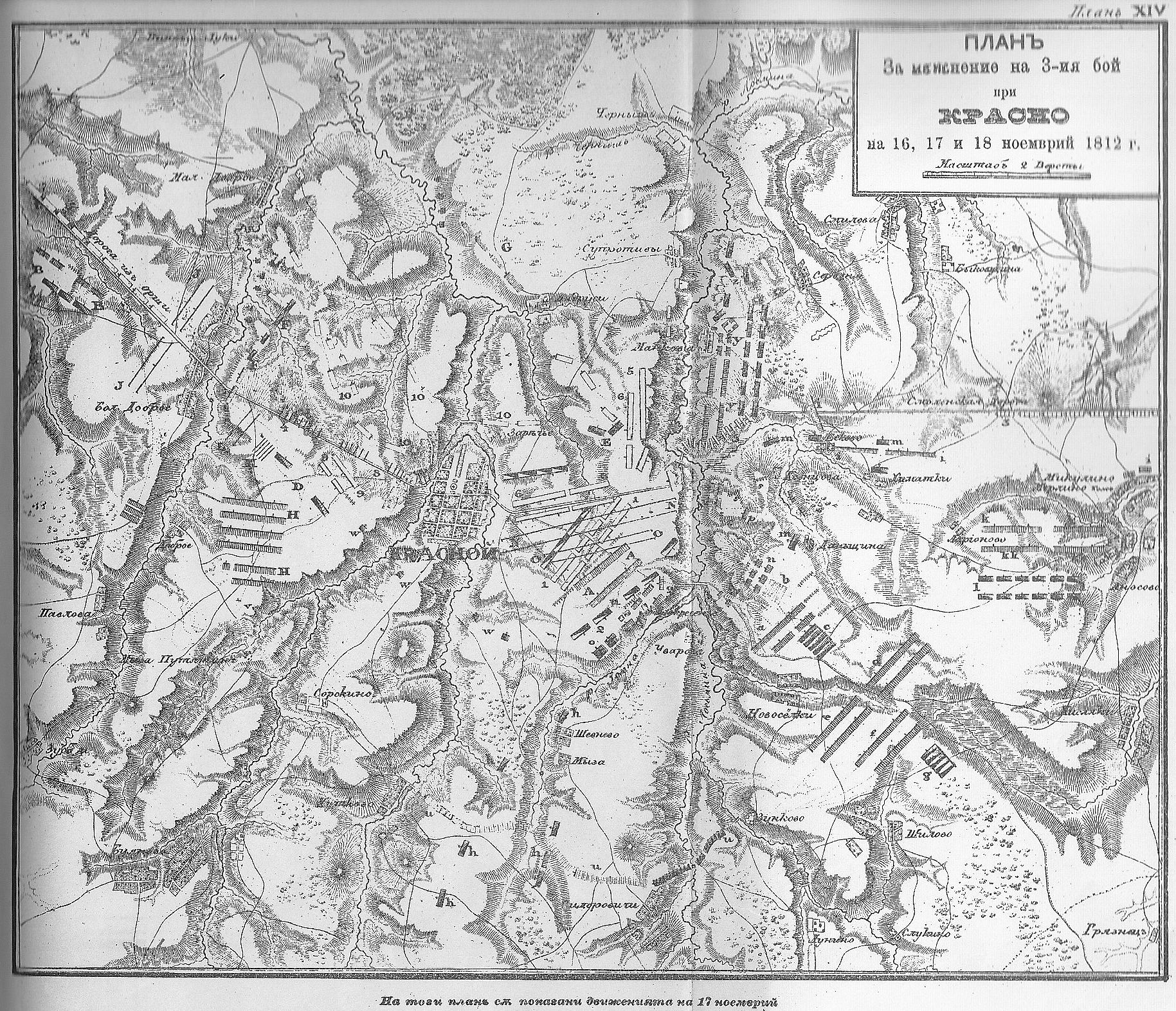
Karte zur Schlacht von Krasnoi 1812
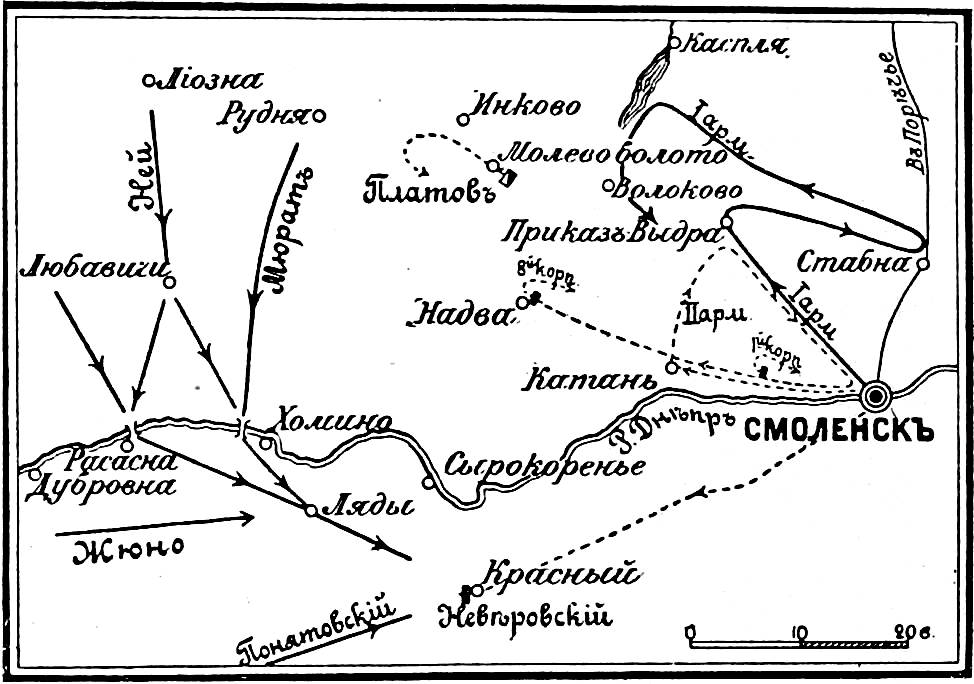
Schlacht bei Krasnoy 2. (14) August 1812. (Skizze der Truppenbewegungen)
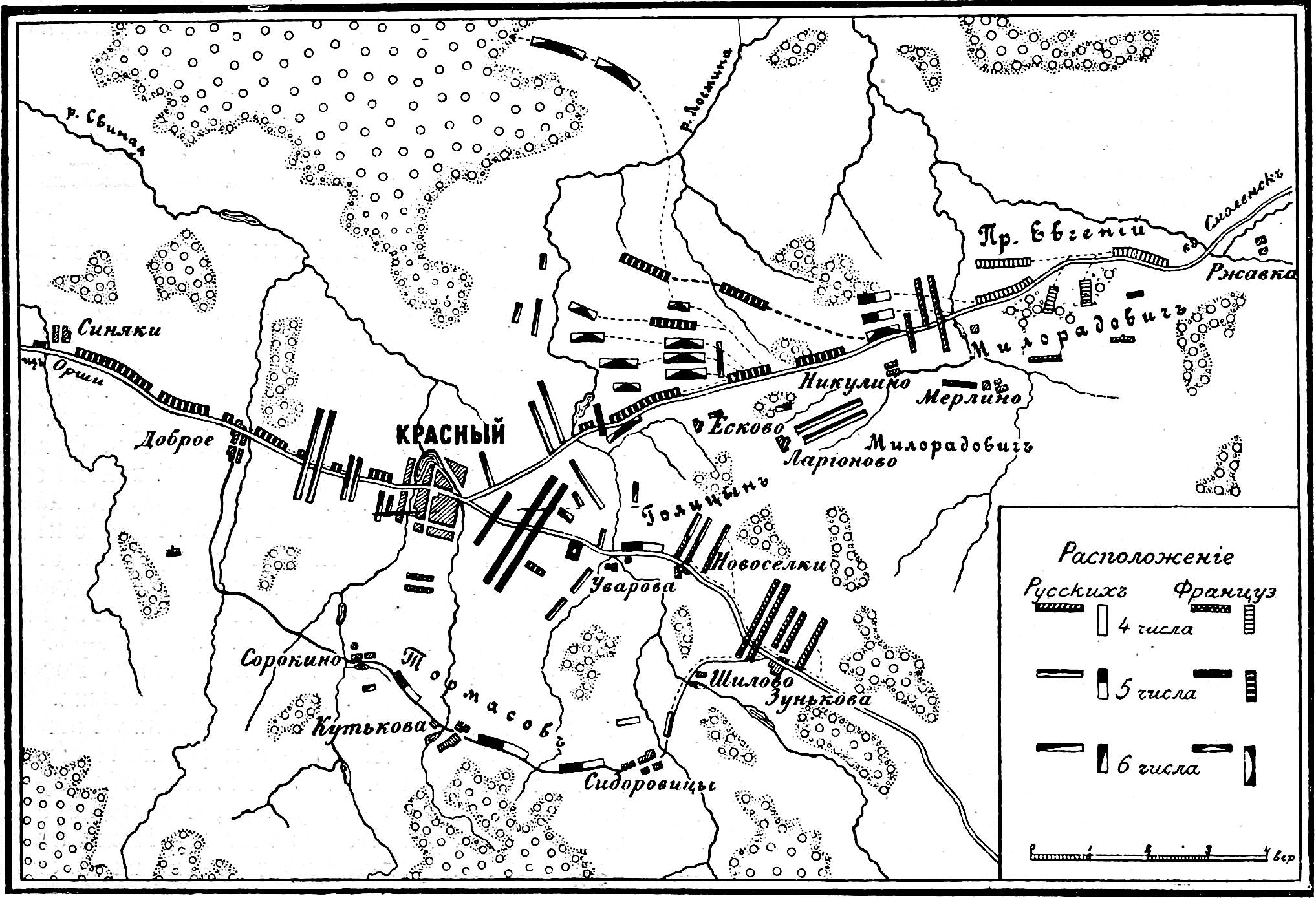
Schlacht bei Krasnoy 2. (14) August 1812. (Karte der Truppenbewegungen)

### Memorabilia
Der Marschallstab des französischen Marschalls Louis-Nicolas Davout wurde von russischen Truppen erobert und wird heutzutage in Kasan (Russland) ausgestellt.
Im Jahr 2012, zum 200. Jubiläum der erfolgreichen Schlacht um Krasnoi, gab die Moskauer Münzstätte ein Zahlungsmittel (5 Rubel) mit Sonderprägung heraus.
Einige der gezeigten Gemälde und Zeichnungen sind in Nachdrucken heute noch im Handel.

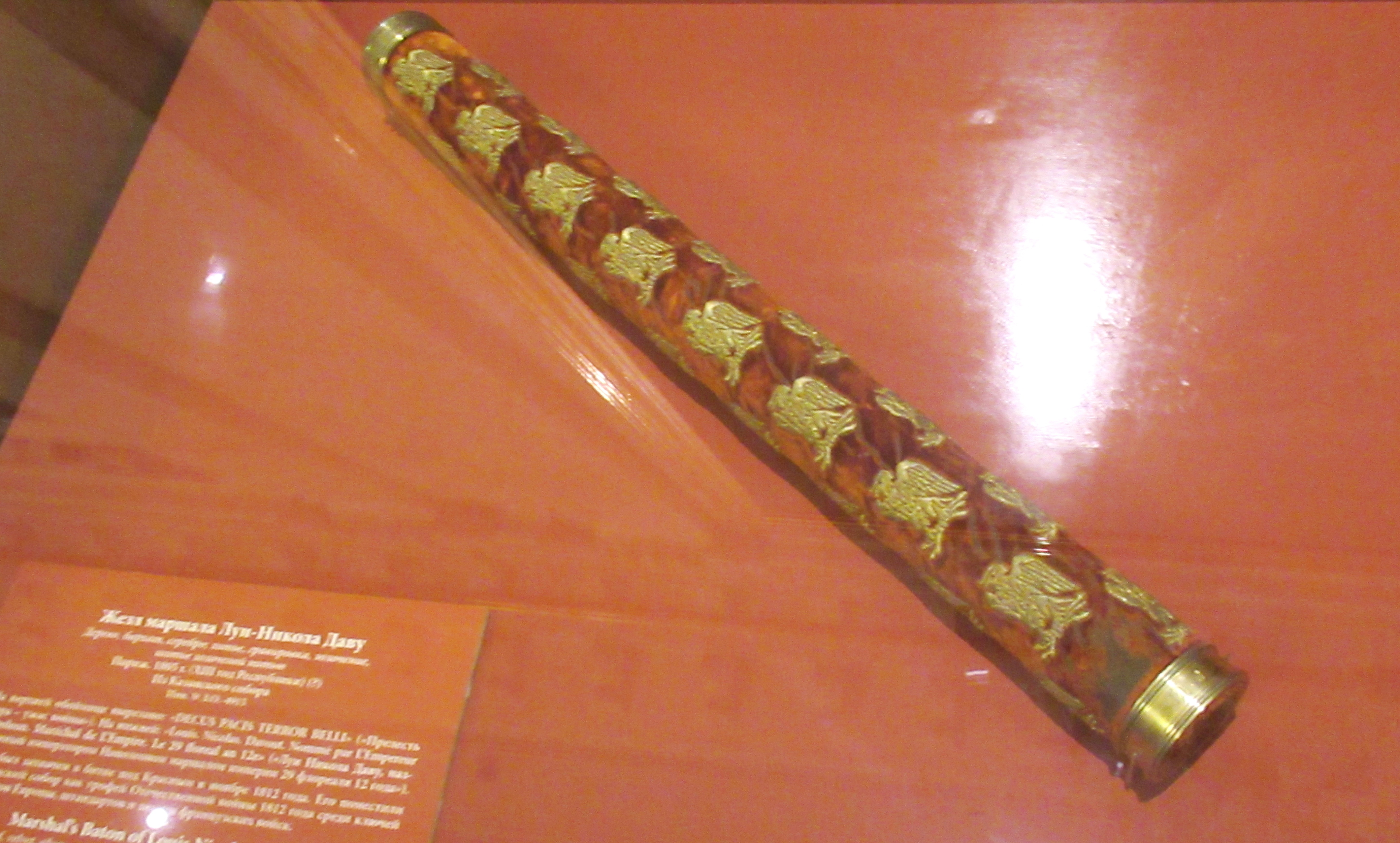
Marschallstab des franz. Marschalls Louis-Nicolas Davout
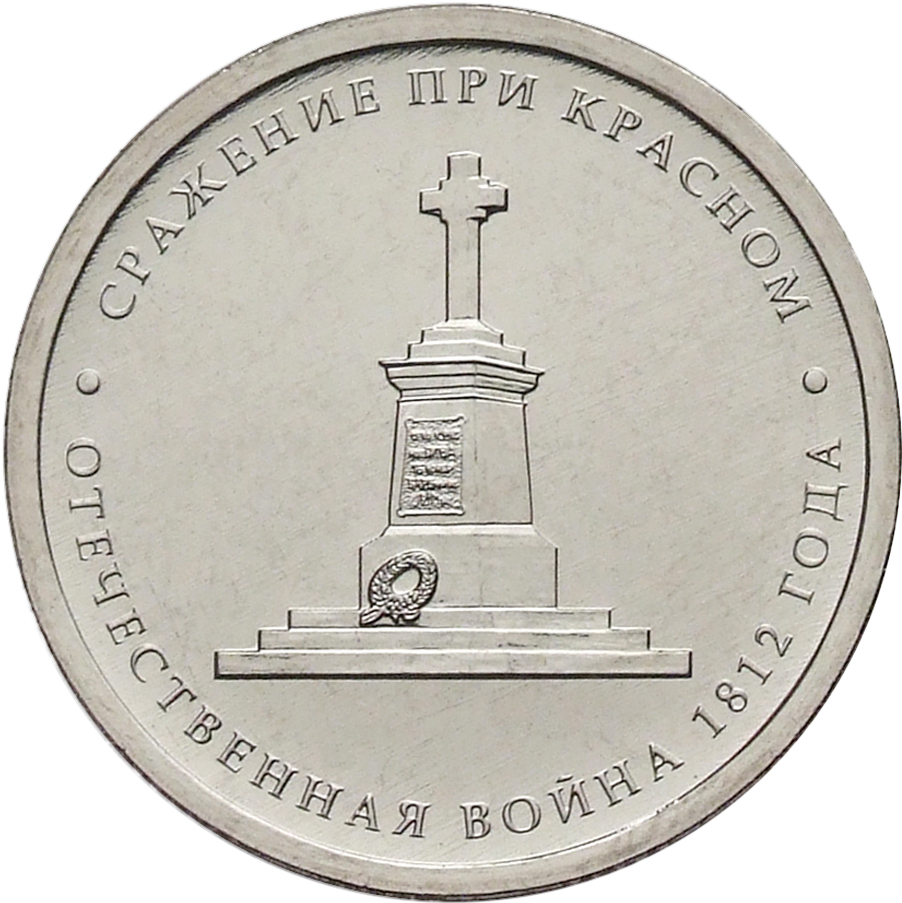
5 Rubel Münze „Schlacht um Krasnoi“ (1912)